# 961 (szám)
A 961 (római számmal: CMLXI) egy természetes szám, négyzetszám és félprím, a 31 négyzete.

## A szám a matematikában
A tízes számrendszerbeli 961-es a kettes számrendszerben 1111000001, a nyolcas számrendszerben 1701, a tizenhatos számrendszerben 3C1 alakban írható fel.
A 961 páratlan szám, összetett szám, azon belül négyzetszám és félprím, kanonikus alakban a 312 hatvánnyal, normálalakban a 9,61 · 102 szorzattal írható fel. Három osztója van a természetes számok halmazán, ezek növekvő sorrendben: 1, 31 és 961.
A 961 négyzete 923 521, köbe 887 503 681, négyzetgyöke 31, köbgyöke 9,86827, reciproka 0,0010406. A 961 egység sugarú kör kerülete 6038,14108 egység, területe 2 901 326,789 területegység; a 961 egység sugarú gömb térfogata 3 717 566 725,7 térfogategység.